# Обертальні змінні зорі
Обертальна змінна зоря - це одиночна або подвійна зоря, зміна яскравості якої відбувається внаслідок обертання асиметричної зорі або контактної подвійної системи.
Причинами змін блиску можуть бути або еліпсоїдально деформовані компоненти тісних подвійних зір, або виникнення нерівномірного розподілу яскравості на поверхні зорі. Тобто, серед причин подібних змін яскравості можуть бути:
- Зоряні плями, аналог сонячних плям
- нерівномірний розподіл температури
- нерівномірний хімічний розподіл[1]

## Типи
- Еліпсоїдні змінні — це тісні подвійні системи, у яких компоненти деформувалися в еліпсоїдну форму під дією гравітації через їх відносну близькість. Через орбітальний рух подвійної системи з подібними деформованими зорями спостерігач на Землі бачить незначні зміни блиску. Подібний ефект спостерігається в усіх зорях типів β Ліри та W Великої Ведмедиці, однак на нього додатково накладаються затемнення і тому ці зорі є перш за все затемнювано-подвійними.
- Змінні зорі з перевипромінюванням ("відбиванням") світла також є подвійними системами, в яких зміна освітленості відбувається переважно в результаті нагрівання однією зорею частини поверхні іншої.
- Змінні α2 Гончих псів є зорями головної послідовності зі спектральними класами B8p-A7p. Вони мають сильне магнітне поле в кілька тисяч гаус, яке для зовнішнього спостерігача змінюється залежно від обертання зорі. Тут зміна блиску на ~0.1 зоряної величини відбувається внаслідок збагачення областей поверхні поблизу магнітних полюсів кремнієм, хромом і рідкісноземельними елементами.
- Змінні зорі типу BY Дракона є пізніми карликами з лініями випромінювання і спектральними класами від dKe до dMe. Вони демонструють квазіперіодичні зміни світності з довжиною циклу від 0.2 до 100 днів з амплітудою до 0.5 зоряної величини. Зміни блиску є наслідком наявності зоряних плям і хромосферної активності через швидке обертання. Спалахи, подібні до тих, що спостерігаються на зорях типу UV Ceti, також спостерігалися в зорях BY типу Draconis.
- Зорі FK Волосся Вероніки є змінними з швидким обертанням, нерівномірною поверхневою яскравістю та спектральним типом від G до K. У спектрі домінують лінії кальцію та водню у випромінюванні. Ймовірно, це поодинокі зорі, які нещодавно виникли в результаті злиття тісної подвійної системи і де магнітне поле ще не встигло сповільнити своє обертання. Тривалість обертання і період зміни блиску менше 5 днів.
- Пульсари - нейтронні зорі з сильним магнітним полем і величезною частотою обертання. Тривалість 1 оберту становить від 0.01 до кількох секунд. Синхротронне випромінювання випромінюється в напрямку руху електронів, і спостерігач сприймає «імпульсне» випромінювання з періодом, що вдвічі менший періоду обертання нейтронної зорі.
- Зорі типу SX Овна є ранніми зорями головної послідовності зі спектральним класом від B0p до B9p. Зорі, також відомі як гелієві змінні, демонструють змінну інтенсивність спектральних ліній гелію та кремнію. Ймовірно, це аналог зір типу α2 Гончих псів, тільки з вищими темпетатурами, бо один той самий механізм є причиною зміни світла для обох класів.[2]